# Schiesshorn
Das  Schiesshorn  mit 2605 m ü. M. ist ein Berg bei Arosa im Kanton Graubünden in der Schweiz.

## Lage und Beschreibung

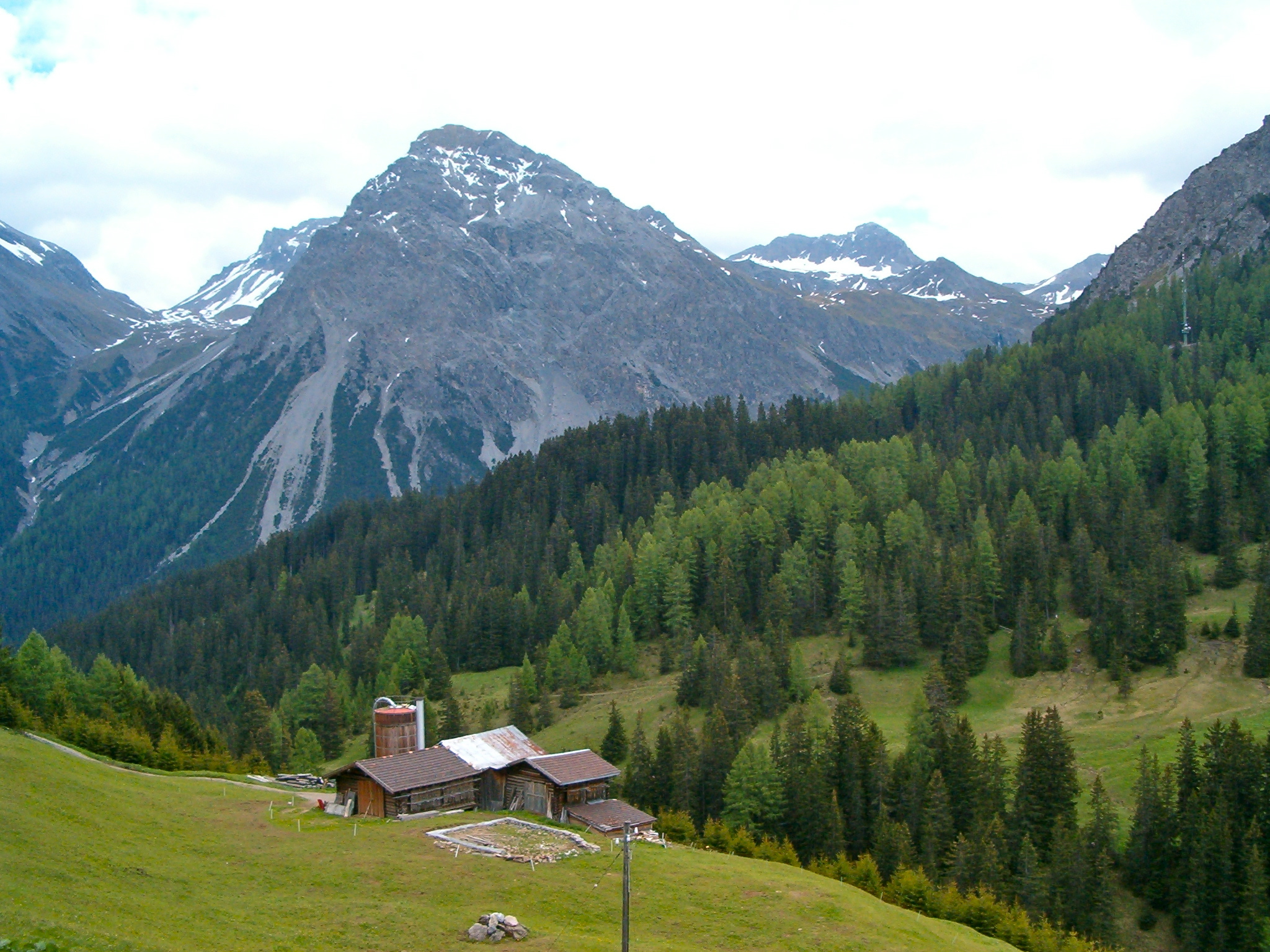
Schiesshorn von Innerarosa, vorne rechts das bewaldete Bärenbad am Schafrügg

Das Schiesshorn ist einer der zentralen Gipfel der Strelakette in den Plessur-Alpen. Es ist der Hauptkette leicht vorgelagert und vermittelt mit einer 700 m hohen Steilwand gegen Arosa eine imponierende Gestalt. Nachbargipfel sind die Furggahörner im Nordosten und die Leidflue im Südwesten. Die früher in Arosa siedelnden Walser nannten den Berg auch Chalchgrind. Der Berg zählt zu den Aroser Dolomiten, welche als Hauptüberschiebung der ostalpinen über die penninischen Einheiten direkt über der Aroser Schuppenzone liegen und sich in nordöstlicher Richtung bis zur Chüpfenfluh am Strelapass erstrecken. Das Südwestende der Aroser Dolomiten befindet sich im Bereich der gedachten Linie Erzhorn-Murterus-Leidflue im Welschtobel.
Von folgenden Orten die (Entfernung und Himmelsrichtung) zum Schiesshorn: Innerarosa Bergkirchli 1895 m, (3.456 km, 108°), Bahnhof Arosa 1739 m,  (2.597 km, 134°), Litzirüti 1452 m, (3,09 km, 178°), Langwies 1377 m, (6.054 km, 186°).
Benachbarte Gipfel (Entfernung, Himmelsrichtung): Furggahorn, 2727 m (1974 m, 57°), Amselflue, 2781 m (1997 m, 97°), Wasmengrat 2701 m (1488 m, 113°), Amselegg 2509 m, (633 m, 141°), Strel, 2674 m (1911 m, 150°), Valbellahorn 2764 m (2,962 km, 181°), Sandhubel 2764 m (3,249 km, 204°), Leidflue 2560 m (2,845 km, 220°), Erzhorn 2924 m (6,137 km, 243°), Aroser Weisshorn 2653 m (5,554 km, 296°), Hochwang 2533 m (13,131 km, 334°), Mattjisch Horn 2461 m (9,551 km, 8°).

## Routen zum Gipfel

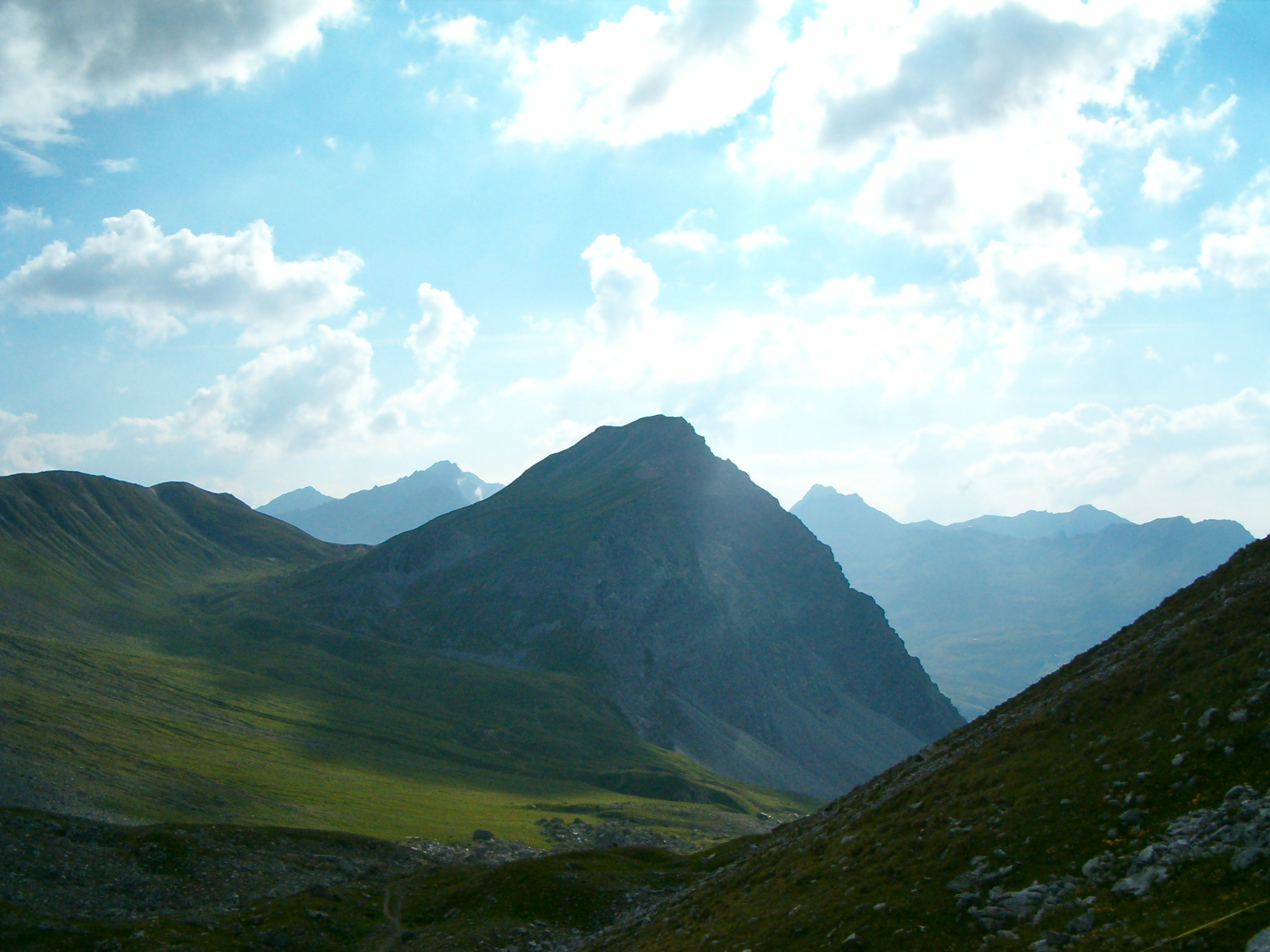
Ansicht von Nordosten mit Schiesshornfurgga (links)

Das Schiesshorn ist vom Stausee Arosa und vom Grünsee via Furggatobel-Obersäss-Schiesshornfurgga sowie über Altein Tiefenberg-Schiesshornfurgga auf bis dorthin markierten Bergwanderwegen einfach erreichbar und wird entsprechend oft besucht (Schwierigkeit T4). Die Skitourenroute führt ebenfalls durch das Furggatobel. 
Die wuchtige Nordwand wurde erstmals 1901 von Henry Hoek durchstiegen. Es sind verschiedene Varianten möglich, die über weite Strecken durch steile Schutthänge und schuttgefüllte Couloirs führen (Schwierigkeit ZS; Zeitbedarf 4 Std.).
Der Gipfel bietet dem Besucher ein nicht sehr weites Panorama, dafür einen schönen Tiefblick auf Arosa und Umgebung. 

## Besteigungen am Schweizer Bundesfeiertag
Am Abend des 1. August (Schweizer Bundesfeiertag) durchsteigen Mitglieder des Schweizer Alpen-Clubs (SAC) jeweils die Nordwand, ihre Route für die Zuschauer mit brennenden Fackeln markierend. Auf dem Gipfel wird zudem nach dem Eindunkeln ein Höhenfeuer entfacht. 

## Flora + Fauna
Erstmals in neuerer Zeit konnte im Sommer 2013 am Schiesshorn die Aufzucht eines jungen Steinadlers beobachtet werden.

## Karten
- Landeskarte der Schweiz 1:25.000, Blatt 1196 Arosa, Blatt 1316 Filisur,
- Landeskarte der Schweiz 1:50.000, Blatt 5002 Chur-Arosa-Davos.